# Atomfall
Atomfall — це гра в жанрі екшен на виживання, розроблена та видана Rebellion Developments. Події гри розгортаються в альтернативній історії 1960-х років, коли Аварія у Віндскейлі перетворила більшу частину Північної Англії на зону радіоактивного карантину. Реліз гри відбувся для PlayStation 4, PlayStation 5, Windows, Xbox One та Xbox Series X/S 27 березня 2025 року.

## Ігровий процес
Atomfall — це бойовик, що грається від першої особи. Події відбуваються в альтернативній історії, де в 1957 році Аварія у Віндскейлі призвела до радіоактивного забруднення більшої частини Озерного краю, Камбрія. Гравці можуть збирати різні ресурси та уламки для виготовлення зброї, або використовувати вогнепальну зброю для перемоги над ворогами, хоча боєприпасів у грі небагато. Хоча Atomfall позиціонується як гра на виживання, гравцям потрібно лише керувати здоров'ям та частотою серцебиття персонажа. Бій, біг та удари ворогів ногами збільшують частоту серцебиття головного героя, що призводить до потемніння в очах та приглушення слуху. Також можна використовувати тактику стелс, а гру можна пройти, не вбивши жодного ворога. Вбивство всіх персонажів у грі також є варіантом.
Британська сільська місцевість Озерного краю — це низка взаємопов'язаних територій, які гравець може вільно досліджувати. Гравці повинні взаємодіяти з іншими неігровими персонажами та обирати варіанти відповідей у діалогах. З часом гравці отримують зачіпки, які ведуть до нових цілей і можливостей. Гравці можуть переслідувати ці цілі в будь-якому порядку після їх розблокування.

## Реліз
Rebellion Developments анонсувала Atomfall у червні 2024 року. Реліз гри відбувся для PlayStation 4, PlayStation 5, Windows, Xbox One та Xbox Series X/S 27 березня 2025 року.

## Сприйняття
| Агрегатор  | Оцінка                                 |
| ---------- | -------------------------------------- |
| Metacritic | (PC) 74/100 (PS5) 75/100 (XSXS) 74/100 |
| OpenCritic | 65%                                    |

| Видання        | Оцінка |
| -------------- | ------ |
| Eurogamer      | 3/5    |
| Game Informer  | 7/10   |
| GameSpot       | 7/10   |
| GamesRadar+    | 4.5/5  |
| IGN            | 8/10   |
| PC Gamer (США) | 62%    |
| Push Square    | 8/10   |
| Shacknews      | 9/10   |
| VG247          | 3/5    |

Atomfall отримала змішані відгуки від критиків згідно з агрегатором оглядів Metacritic, при цьому версія для PlayStation 5 отримала «загалом схвальні» відгуки та «змішані або середні» відгуки для Windows і Xbox Series X/S. OpenCritic вказує, що 65 % критиків рекомендували гру.
1 квітня 2025 року Rebellion оголосила, що в Atomfall зіграли 1,5 млн осіб, що зробило її найуспішнішим запуском гри для компанії.
Тристан Оджилві на IGN підсумував, що Atomfall — це захоплива пригодницька гра на виживання, що бере деякі з найкращих елементів від Fallout і Elden Ring. Вона винагороджує цікавість і водночас зберігає постійну атмосферу тривоги, незалежно від того, куди в ній вирушити. Частково Atomfall нагадує «День триффідів», частково «Плетену людину» і натхненна найкращими зразками британської наукової фантастики й жахів. Разом з погодою і зміною дня/ночі це створює вражаючий контраст при відвідуванні різних локацій.
Люк Кемп на GamesRadar+ зробив висновок, що це не зовсім «Британський Fallout», адже Atomfall робить багато речей по-своєму. Гра проходиться доволі швидко (за 15 годин), але має гарний потенціал для реграбельності. Вона заохочує шукати те, що цікаво, не нав'язуючи цілей. Потреба слідкувати за серцебиттям дратує, в той же час Atomfall позбавлена параметрів голоду чи спраги, в ній не треба спати чи лагодити зброю. Але це також не робить гру надто складною і дозволяє просто насолоджуватися нею більшість часу.
Максим Коляда на ITC.ua схвально відгукнувся про гру, зазначивши, що візуально гра застаріла, проте атмосферна. Atomfall вдало передає похмурий світ альтернативної Британії 1960-х років, де кожен день може стати останнім. Її передбачуваний сюжет подається нестандартним чином, є повна свобода дій, але новачків може збити з пантелику відсутність прямих сюжетних дороговказів.